# 서울새롬학교
서울새롬학교는 서울특별시 관악구 봉천동에 소재하는 사립 특수학교이다. 지체장애 학생을 위한 교육환경을 만들기 위해 유치원, 초등학교, 중학교 과정이 통합된 형태의 학교이다.

## 학교 연혁
- 1970.03.01 삼육재활학교 개교 (초등부) 및 초대 곽준기 교장 취임
- 1979.01.05 중등부 설치 인가
- 1981.11.04 고등부 설치 인가
- 1993.09.01 광주분교(현 광주새롬학교) 개교
- 1999.09.01 2대 정창곤 교장 취임
- 2014.03.01 삼육재활학교에서 새롬학교로 교명 변경
- 2015.09.01 4대 박현국 교장 취임
- 2017.03.01 5대 임헌배 교장취임
- 2018.06.01 서울새롬학교로 교명 변경